# Ultima: Runes of Virtue II
Ultima: Runes of Virtue II is een computerspel dat in 1994 uitkwam voor de Game Boy en de Super Nintendo Entertainment System. Het speelveld wordt in de derde persoon met bovenaanzicht getoond. Het spel is de opvolger van Runes Of Virtue voor de Game Boy. Net als het vorige spel kan de speler kiezen uit vier personages en drie moeilijkheidsgraden. Het doel van het spel is vrede terug te laten keren in Britannia.

## Ontvangst
| Beoordeeld door    | Jaar | Platform | Score |
| ------------------ | ---- | -------- | ----- |
| GamePro (US)       | 1994 | SNES     | 90%   |
| GamePro (US)       | 1994 | Game Boy | 90%   |
| Total! (Duitsland) | 1995 | SNES     | 3%    |